# ريببلك بيكتشرز
ريببلك بيكتشرز (بالإنجليزية: Republic Pictures)‏ كانت شركة إنتاج وتوزيع سينمائي أمريكية من عام 1935 إلى 1967. 
وكان مقرها في لوس أنجلس في كاليفورنيا. وكانت تملك منشآت للتصوير في حي ستوديو سيتي، وكذلك مزرعة للتصوير في إنسينو.
عرفت بإنتاج أفلام الغرب والحركة والغموض.

## روابط خارجية
- ريببلك بيكتشرز على موقع IMDb (الإنجليزية)